# Remigio Isoré
Remigio Isoré (Bambecque, Cambrain, Francia, 22 de enero de 1852 - Ou Y, China, 19 de junio de 1900) fue un presbítero, santo y mártir jesuita.
Ingresó a la Compañía de Jesús en la provincia de Champaña, Francia el 20 de noviembre de 1875. Se ofreció para la Misión de Zambesia, pero fue enviado a la China en 1882. Se ordenó como presbítero el 10 de julio de 1888, junto con León Ignacio Manguín.
En plena rebelión de los bóxers fue victimado por ellos en la capilla de la Residencia de Ho, mientras oraba en conjunto con San Modesto Andlauer .
Fue beatificado por Pío XII el 17 de abril de 1955.
Fue canonizado por Juan Pablo II el 1 de octubre de 2000.
Fiesta:19 de junio
- Datos: Q604051